# Victoria Nacional
Victoria Nacional fue un partido político peruano. Fundado en 2020, el partido es el sucesor del Partido Restauración Nacional, fundado y dirigido por el ex pastor evangélico Humberto Lay. El partido no logró conservar su inscripción legal al no alcanzar representación parlamentaria al  
obtener 4.96% de los votos válidos, a falta de 4700 votos para pasar la valla electoral en las elecciones generales de 2021.

## Historia
Cuando Lay renunció al liderazgo a mediados de 2019, el partido se sometió a una reorganización formal que implicó una refundación con un cambio de nombre. Luego de múltiples conversaciones con diferentes líderes políticos, el partido llegó a un acuerdo con el exfutbolista George Forsyth para reorganizar el partido.
En octubre de 2020, el partido anunció su refundación bajo el liderazgo de Forsyth, disolviendo efectivamente Restauración Nacional y estableciendo el nombre Victoria Nacional. Posteriormente, el partido eligió a Forsyth a la presidencia de Perú para las elecciones generales de Perú de 2021.

## Ideología
En contraste con las raíces evangélicas de Restauración Nacional, Victoria Nacional se aferra a una plataforma conservadora liberal, con cierto apoyo a temas progresistas como los derechos LGBT, ya que Forsyth ha manifestado su apoyo a una propuesta de unión civil.
En la economía, Forsyth es visto como un candidato pro mercado, aunque sus posiciones sobre la economía peruana -según American Quarterly- «son menos claras».

## Resultados electorales

### Elecciones presidenciales
| Año  | Fórmula presidencial | Fórmula presidencial | Fórmula presidencial | Fórmula presidencial | Votos   | %               | Resultado | Notas |
| Año  | Presidente           | Presidente           | Vicepresidentes      | Vicepresidentes      | Votos   | %               | Resultado | Notas |
| ---- | -------------------- | -------------------- | -------------------- | -------------------- | ------- | --------------- | --------- | ----- |
| 2021 |                      | George Forsyth       | 1.º                  | Patricia Arévalo     | 793 588 | \| \| 5.63 % \| | 8.°       |       |
| 2021 | 2.º                  | George Forsyth       | Jorge Chávez         |                      | 793 588 | \| \| 5.63 % \| | 8.°       |       |
|      | 5.63 %               |                      |                      |                      |         |                 |           |       |

### Elecciones parlamentarias
| Año  | Congresistas | Congresistas    | Congresistas | Posición | Notas                             |
| Año  | Votos        | %               | Escaños      | Posición | Notas                             |
| ---- | ------------ | --------------- | ------------ | -------- | --------------------------------- |
| 2021 | 623 541      | \| \| 4.96 % \| | 0/130        | 11.°     | No paso la valla electoral de 5%. |
|      | 4.96 %       |                 |              |          |                                   |